# Rue Lapeyrouse
La rue Lapeyrouse (en occitan : carrièra Picòt de Lapeirosa) est une voie de Toulouse, chef-lieu de la région Occitanie, dans le Midi de la France.

## Situation et accès

### Description
La rue Lapeyrouse est une voie publique. Elle se situe dans le quartier Saint-Georges.
Elle est rectiligne, large de 10 à 13 mètres et longue de 138 mètres et orientée au nord-est. Elle naît de la rue d'Alsace-Lorraine, presque dans l'axe de la rue de la Barutte, et rejoint la place Wilson. Elle reçoit sur son côté gauche la rue du Poids-de-l'Huile et donne naissance sur le côté opposé à la rue Montardy. Elle est prolongée, au-delà de la place Wilson, par la perspective que forment les allées du Président-Franklin-Roosevelt et les allées Jean-Jaurès, qui aboutissent au canal du Midi et à l'Arche Marengo qui domine le boulevard du même nom.
La chaussée compte une seule voie de circulation en sens unique, depuis la place Wilson vers la rue d'Alsace-Lorraine. Elle appartient à une aire piétonne, la vitesse est limitée à 6 km/h et la circulation réservée aux riverains. Il n'existe pas de bande, ni de piste cyclable, quoiqu'elle soit à double-sens cyclable.

### Voies rencontrées
La rue Lapeyrouse rencontre les voies suivantes, dans l'ordre des numéros croissants (« g » indique que la rue se situe à gauche, « d » à droite) :
1. Rue d'Alsace-Lorraine
2. Rue du Poids-de-l'Huile (g)
3. Rue Montardy (d)
4. Place du Président-Thomas-Woodrow-Wilson

### Transports
La rue Lapeyrouse n'est pas directement desservie par les transports en commun Tisséo. Elle se trouve cependant à proximité immédiate du square Charles-de-Gaulle, où débouche la station Capitole, sur la ligne de métro . De plus, le long des allées du Président-Franklin-Roosevelt se trouve l'entrée de la station Jean-Jaurès, au croisement des deux lignes de métro  . À proximité, sur les boulevards Lazare-Carnot et de Strasbourg se trouvent les arrêts des lignes de Linéo L1L8L9L14 et de bus 1523, ainsi que les navettes AéroportVille.
Les stations de vélos en libre-service VélôToulouse les plus proches sont les stations no 1 (12 rue du Poids-de-l'Huile) et no 3 (62 rue de la Pomme).

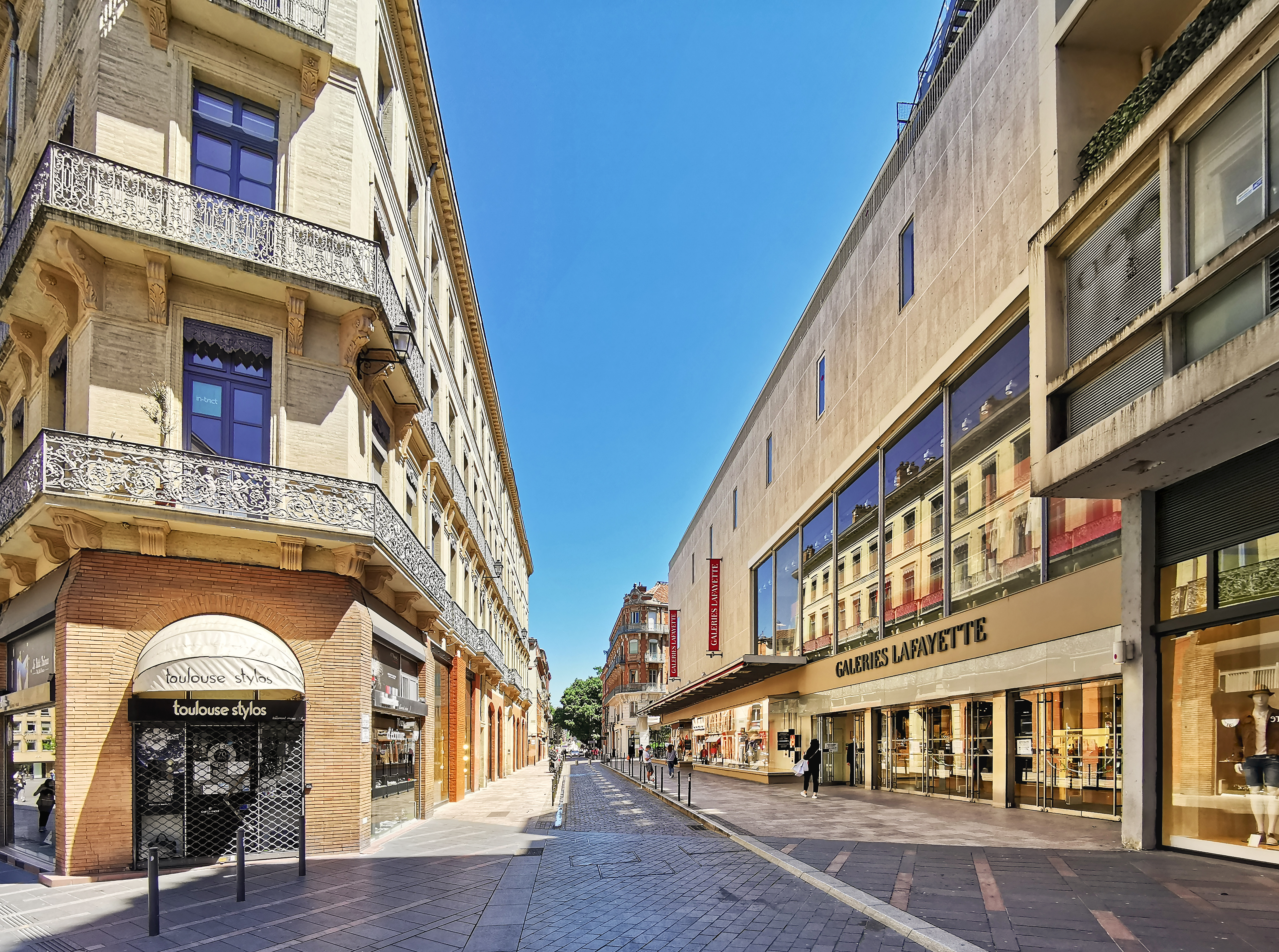
La première partie de la rue Lapeyrouse, depuis la rue d'Alsace-Lorraine.
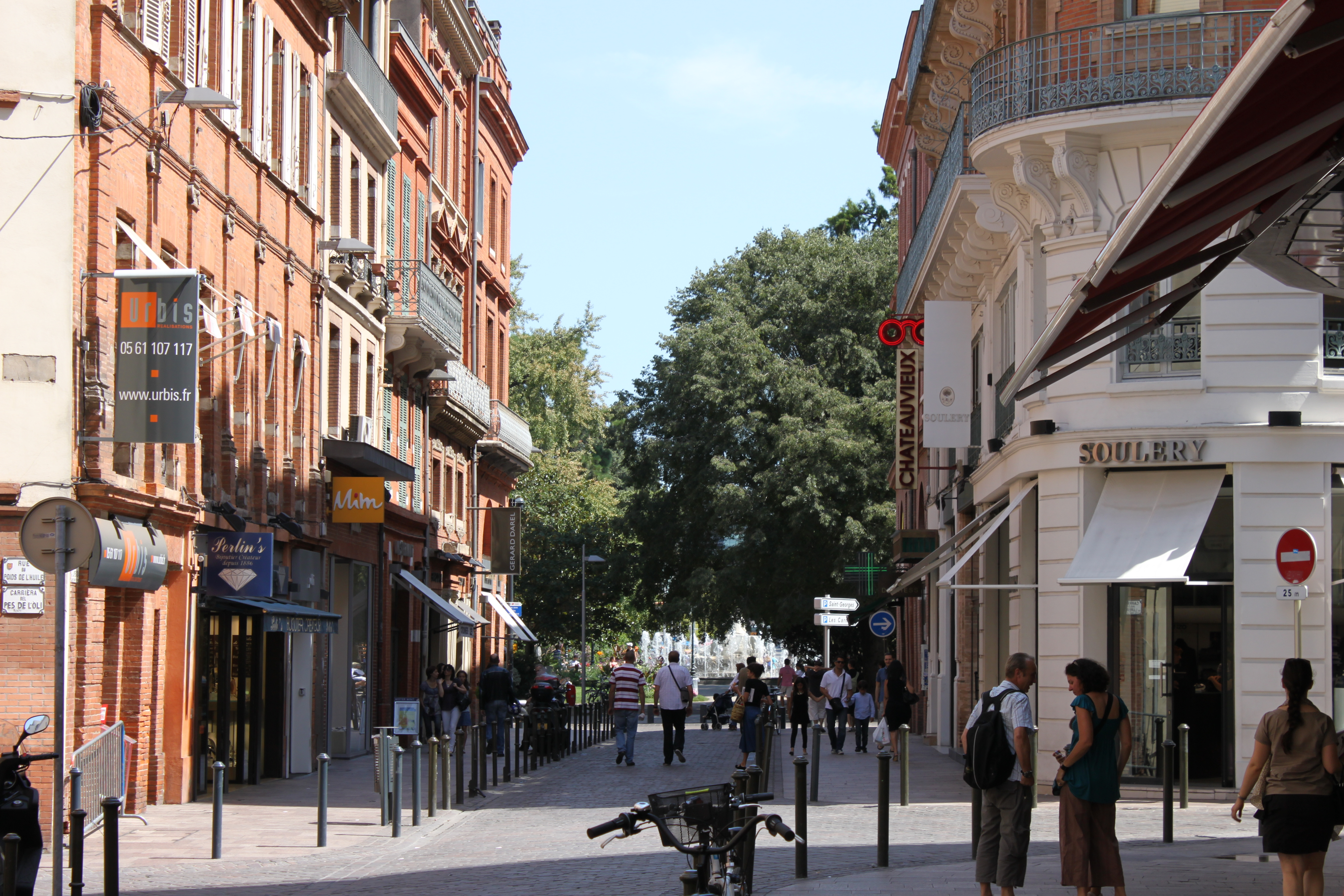
La deuxième partie de la rue Lapeyrouse, jusqu'à la place Wilson.

## Odonymie

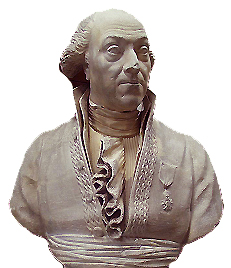
Buste de Philippe Picot de Lapeyrouse (début du XIXe siècle, muséum de Toulouse).

La rue Lapeyrouse est nommée en hommage au naturaliste toulousain Philippe Picot de Lapeyrouse, né le 20 octobre 1744 à Toulouse. Il appartient à une famille anoblie de négociants toulousains, qui a accédé au capitoulat et au parlement de Toulouse au début du XVIIIe siècle. En 1768, Philippe Picot de Lapeyrouse opte d'abord pour une carrière dans la magistrature, à la chambre des eaux et forêts du parlement. Grâce à la dot de son femme, épousée en 1772, et à l'héritage de son oncle, décédé en 1775, sa fortune est faite et il ne se consacre plus qu'à sa passion, l'histoire naturelle, et devient membre de l'Académie des sciences de Toulouse. Franc-maçon, ouvert aux idées libérales au début de la Révolution, il est cependant inquiété pendant la Terreur. Il poursuit ses travaux de naturaliste, devient professeur d'histoire naturelle à l'école centrale de Toulouse et obtient du département de la Haute-Garonne les bâtiments de l'ancien couvent des Carmes déchaussés pour y ouvrir un Muséum d'histoire naturelle et un jardin des plantes en 1796. En 1800, il est nommé maire de Toulouse, fonction qu'il conserve jusqu'en 1806, date à laquelle il devient président du conseil général de la Haute-Garonne. Il est fait baron d'Empire le 1er mars 1808 et est décoré chevalier de la légion d'honneur. Toujours franc-maçon actif, il est vénérable de la grande loge provinciale de Toulouse de 1814 à 1818. Mais en 1815, au retour des Bourbons, il fuit Toulouse où sévit la Terreur blanche. Il meurt le 18 octobre 1818 en son château de Lapeyrouse.
Au Moyen Âge, la rue Lapeyrouse ne porte pas de nom particulier. Elle est simplement, à la fin du XVe siècle, la ruelle « tirant des Imaginaires » (actuelle rue de la Pomme) « à la rue Romenguières » (actuelles rues du Poids-de-l'Huile et Montardy), puis, un siècle plus tard, la ruelle « qui va du pré Montardy à la rue Romenguières ». Ce n'est qu'à la fin du XVIIe siècle qu'elle prend le nom de rue del Fum ou Delfum (fum, « fumée » en occitan), à cause du logis Delfum, une auberge qui s'était installée dans la rue (emplacement de l'actuel no 5). En 1794, pendant la Révolution, elle est rebaptisée rue Mucius-Scevola, en l'honneur de Caius Mucius Scaevola, jeune héros de la République romaine qui, au cours de la guerre contre le roi étrusque Porsenna en 507 av. J.-C., mit sa main dans le feu pour faire la preuve au roi de sa détermination à le tuer. Elle redevient cependant la rue Delfum jusqu'au 19 août 1835, date à laquelle elle prend le nom de Lapeyrouse, par décision municipale.

## Histoire

### Moyen Âge et période moderne
On peut voir encore, dans les caves de la maison no 9, une partie de la base de l'ancienne enceinte romaine du IVe siècle.
Au Moyen Âge, l'actuelle rue Lapeyrouse n'est qu'un chemin qui, dans le prolongement direct de la rue de la Barutte, s'étend du carrefour de cette rue avec la rue des Imaginaires (actuelle rue de la Pomme) jusqu'à la rue Romenguières (actuelles rues du Poids-de-l'Huile et Montardy), qui longe le rempart. Au XVe siècle encore, la rue n'a pas de nom. Elle est désignée, en 1478, comme le « canton tirant des Imaginaires à la carrière Romenguières ». Les cadastres de la ville, au XVIe siècle, ne la désignent que comme la « petite ruelle par laquelle on va du Pla Montardy à la rue Romenguières ».
À partir de 1504, le pré Montardy est progressivement aménagé. Des hôtels et des salles de jeu de paume y attirent une population aristocratique. Certains ouvrent d'ailleurs sur l'actuelle rue Lapeyrouse. Au XVIIe siècle s'ouvre une auberge, au croisement de la rue Romenguières, le Logis Delfum, qui donne son nom à la rue.
Picot de Lapeyrouse possédait un grand immeuble ayant façade au no 7 de la rue et sur la rue de la Pomme, au no 60.

### Époque contemporaine
En 1827, l'ancienne muraille du rempart de la ville est démolie et, en 1830, on crée la place Lafayette (actuelle place Wilson). La rue Lapeyrouse est continuée jusqu'à cette place et de nouvelles constructions, dans le goût néoclassique, sont élevées, faisant disparaître toutes les constructions plus anciennes. Sur le côté nord, se trouvait le théâtre Montcarvrel, nom qui lui venait d'un artiste très apprécié du public toulousain, qui dirigeait cette salle de spectacle (actuel no 7). Au début du XXe siècle, ce petit théâtre est transformé pour accueillir une salle de cinéma Pathé.
En 2006, les travaux de semi-piétonnisation permettent d'améliorer le confort de circulation des piétons.

## Patrimoine et lieux d'intérêt

### Grand magasin des Nouvelles Galeries
no  4-8 :  Patrimoine XXe siècle (2007).
En 1958, la société immobilière des Nouvelles Galeries décide la construction d'un nouveau grand magasin sur les terrains de plusieurs immeubles entre la rue Lapeyrouse (anciens no 4 à 8) et la rue du Lieutenant-Colonel-Pélissier (hôtel de Caulet-Rességuier, no 3). L'immeuble, de style moderne, est élevé entre 1960 et 1962 sur les plans des deux architectes René Mialhe et André Dubard de Gaillarbois. L'inscription de la façade sur la rue du Lieutenant-Colonel-Pélissier de l'hôtel de Caulet-Rességuier aux monuments historiques en 1960 a permis sa préservation, mais pas celle de la façade côté jardin. En 2005, le magasin prend le nom des Galeries Lafayette.
Le bâtiment possède une ossature de poteaux et de poutres en béton avec remplissage de briques. Le rez-de-chaussée est entièrement ouvert par les vitrines et surmonté d'une marquise en béton, qui souligne la rupture entre le rez-de-chaussée et les étages. Sur les trois premiers étages, la façade forme une masse courbe, couverte de dalles de travertin. Au troisième étage, un bandeau de fenêtres de 3 mètres de haut, qui marque l'angle courbe du bâtiment, éclaire la façade. Les deux derniers étages sont en retrait. Un snack-bar, le Panoramic, réalisé sur l'ensemble du toit-terrasse du grand magasin, a été démonté, mais ce niveau accueille toujours un restaurant plus petit. Il offre une vue panoramique réputée sur les toits toulousains,,. En 2017, un nouveau rooftop, « Ma Biche sur le Toit », est inauguré.

### Immeubles
- no  11 : immeuble. 
L'immeuble est construit dans la première moitié du XIXe siècle, lors du percement de la deuxième partie de la rue Lapeyrouse et de l'aménagement de la place Wilson. Elle est caractéristique du goût néoclassique toulousain de cette période, avec une riche décoration de terre cuite qui encadre la porte et les fenêtres. 
La façade s'élève sur quatre niveaux. Elle est symétrique et compte trois travées. Au rez-de-chaussée, la porte est centrale et sépare les deux ouvertures de boutiques rectangulaires. Elle est encadrée par deux colonnes cannelées à chapiteaux corinthiens, qui soutiennent un entablement surmonté d'une frise de palmettes. L'entresol est orné d'un parement à bossage et les fenêtres rectangulaires sont mises en valeur par un ressaut, mais également soulignées par des rinceaux en terre cuite. Le 1er et le 2e étage sont réunis par des chaines d'angle harpées. Le 1er étage est particulièrement mis en valeur par le balcon filant et son garde-corps en ferronnerie à motifs géométriques. Les fenêtres sont encadrées de colonnes à chapiteaux corinthiens qui supportent un entablement et un fronton, orné d'une frise en terre cuite. Au 2e étage, les fenêtres sont mises en valeur par un léger ressaut orné d'une frise en terre cuite et sont surmontées d'une fine corniche qui soutient des ornements en terre cuite. Une large corniche à modillons et à frises d'oves sépare le 2e du dernier étage, ouvert par trois fenêtres rectangulaires, mais traité comme un étage d'attique[9].

- no  12 : immeuble.  Inscrit MH (1974, façade et toiture)[10]. 
L'immeuble est construit entre 1824 et 1834 sur les plans de l'architecte de la ville, Jacques-Pascal Virebent, dans un style néoclassique, dans le cadre du programme d'aménagement de l'actuelle place Wilson. 
L'immeuble se situe à l'angle de la place Wilson (actuel no 7) et se compose de deux corps de bâtiment organisés autour d'une cour. La façade sur la rue Lapeyrouse s'élève sur quatre niveaux et se développe sur six travées. Le rez-de-chaussée et l'entresol sont réunis par de grandes arcades de boutique, qui alternent avec des ouvertures rectangulaires superposées. Les fenêtres des étages sont rectangulaires et mises en valeur par un ressaut. Celles du 1er étage sont de plus surmontées par une corniche et pourvues d'un faux garde-corps à balustres. Un bandeau d'attique surmonte les élévations[11].

- no  13 : immeuble.  Inscrit MH (1974, façade et toiture)[12]. 
L'immeuble est construit entre 1824 et 1834 sur les plans de l'architecte de la ville, Jacques-Pascal Virebent, dans un style néoclassique, dans le cadre du programme d'aménagement de l'actuelle place Wilson. 
L'immeuble se situe à l'angle de la place Wilson (actuel no 8) et se compose de trois corps de bâtiment organisés autour d'une cour. La façade sur la rue Lapeyrouse s'élève sur quatre niveaux et se développe sur trois travées. Le rez-de-chaussée et l'entresol sont réunis par de grandes arcades de boutique, qui alternent avec des ouvertures rectangulaires superposées. Les fenêtres des étages sont rectangulaires et mises en valeur par un ressaut. Celles du 1er étage sont de plus surmontées par une corniche et pourvues d'un faux garde-corps à balustres. Un bandeau d'attique surmonte les élévations[13].